# Vụ Bảo hiểm xã hội (Việt Nam)
Vụ Bảo hiểm xã hội là cơ quan trực thuộc Bộ Lao động – Thương binh và Xã hội, có trách nhiệm giúp Bộ trưởng thực hiện chức năng quản lý nhà nước về bảo hiểm xã hội (bao gồm bảo hiểm xã hội bắt buộc, bảo hiểm xã hội tự nguyện và các hình thức bảo hiểm xã hội) trong phạm vi cả nước theo quy định của pháp luật.
Chức năng, nhiệm vụ, quyền hạn và cơ cấu tổ chức của Vụ Bảo hiểm xã hội được quy định tại Quyết định số 218/QĐ-LĐTBXH ngày 2 tháng 3 năm 2023 của Bộ trưởng Bộ Lao động – Thương binh và Xã hội.

## Lãnh đạo Vụ[2]
- Vụ trưởng: Phạm Trường Giang
- Phó Vụ trưởng:

1. Nguyễn Duy Cường
2. Trần Hải Nam